# Karin Buder
Karin Buder, avstrijska alpska smučarka, * 28. julij 1964, Sankt Gallen, Štajerska, Avstrija.
Svoj največji uspeh je dosegla na Svetovnem prvenstvu 1993, ko je postala svetovna prvakinja v slalomu, kmalu za tem je končala kariero. V svetovnem pokalu je tekmovala enajst sezon med letoma 1983 in 1993 ter dosegla eno zmago in še štiri uvrstitve na stopničke. V skupnem seštevku svetovnega pokala se je najvišje uvrstila na 16. mesto leta 1990, ko je tudi zasedla četrto mesto v slalomskem seštevku.